# 소프트웨어의 종류
컴퓨터 소프트웨어는 공통 기능, 종류, 분야를 기반으로 분류할 수 있다.

## 소프트웨어 종류
- 응용 프로그램
  - 회계
  - 기업 자원 계획
- 데이터
- 에뮬레이션
  - 디스크 이미지 에뮬레이터
- 오락
  - 게임 엔진
- 그래픽 소프트웨어
  - 그래픽 스위트
  - 이미지 뷰어
- 인터넷 소프트웨어
  - 이메일 클라이언트
  - 파일 공유
  - FTP 클라이언트
  - HTML 편집기
  - 인터넷 제품군
  - 오프라인 브라우저
  - 웹 브라우저
- 과학 소프트웨어
  - 수학 소프트웨어
- 사무용 소프트웨어
  - 오피스 제품군
  - 프로젝트 관리
- 운영 체제
- 소프트웨어 공학
  - 컴파일러
  - 통합 개발 환경
  - 디버거
- 멀티미디어
  - 미디어 플레이어
  - 영상 편집 소프트웨어
- 보안
  - 안티바이러스
  - 방화벽
- 시스템 소프트웨어
  - 자동화
  - 작업 관리자
  - 디스크 편집 소프트웨어